# Медоу-Лейк (провинциальный парк)
Провинциальный парк Медоу-Лейк (англ. Meadow Lake Provincial Park) — национальный парк в канадской тайге вдоль рек Уотерхен и Колд в канадской провинции Саскачеван. Парк был основан 10 марта 1959 года и является крупнейшим провинциальным парком в Саскачеване, включая в себя более 20 озёр. Название парка происходит от близлежащих озера и одноименного города Медоу-Лейк, которые расположены примерно в 40 км к юго-востоку от ближайшего входа в парк. Протяжённость парка составляет около 113 километров от озера Колд-Лейк на границе Саскачевана и Альберты на западе до восточного берега озера Уотерхен-Лейк на востоке, а площадь около 1600 км².
В парке есть бейсбольные площадки, теннисные корты, мини-гольф. Можно арендовать домики, лодки и экипировку. Среди занятий особенно популярны кемпинг, походы, рыбалка, плавание, а зимой — катание на снегоходах, подледная рыбалка и лыжные гонки. На территории парка есть около 800 мест под палатки в 12 кемпингах.

## Бореальная тропа
Бореальная тропа официально открыта в июне 2011 года и является единственной круглогодичной туристической тропой в системе провинциальных парков Саскачевана на данный момент. Она проходит через канадскую тайгу северного Саскачевана вдоль русел рек Колд и Уотерхен, то есть почти по всей длине парка с несколькими ответвлениями, а восточная часть тропы находится недалеко от озера Грейг. В маршрут входят такие места, как озеро Пирс, озеро Лак-де-Иль, озеро Пейтахиган, озера Мастус, озеро де Балинхард и озеро Мистохай. Сама тропа хорошо обозначена указателями почти через каждый километр. Её длина составляет 135 километров.

## Флора и фауна
Провинциальный парк Медоу-Лейк расположен в канадской тайге. В парке растут осина, береза, сосна и ель. В лесу водятся гагары, пеликаны, белоголовые орланы, черные медведи, бобры, койоты, волки, лоси и другие животные этого региона. В озерах водится такая рыба, как судак, северная щука и озерная форель.

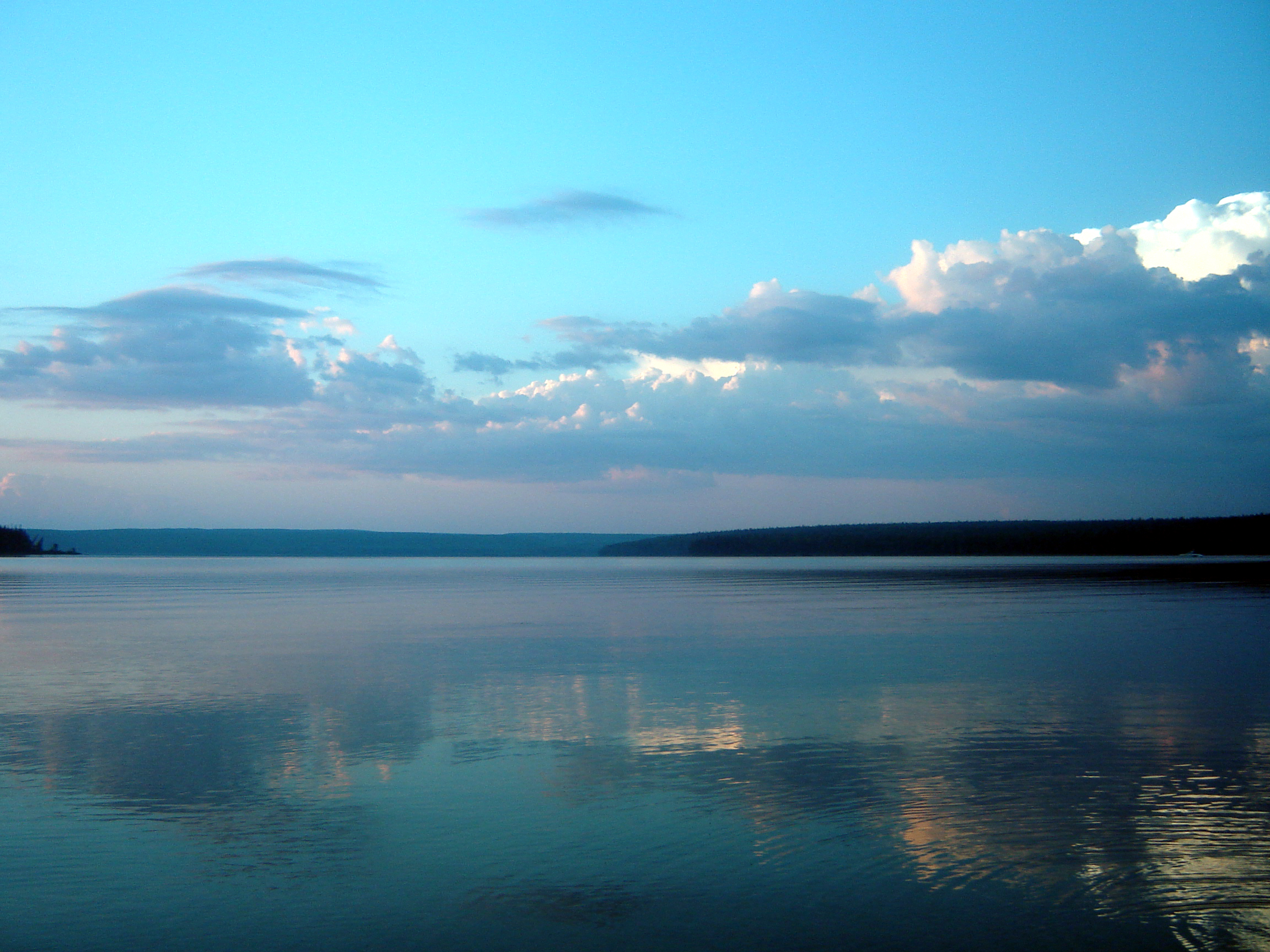
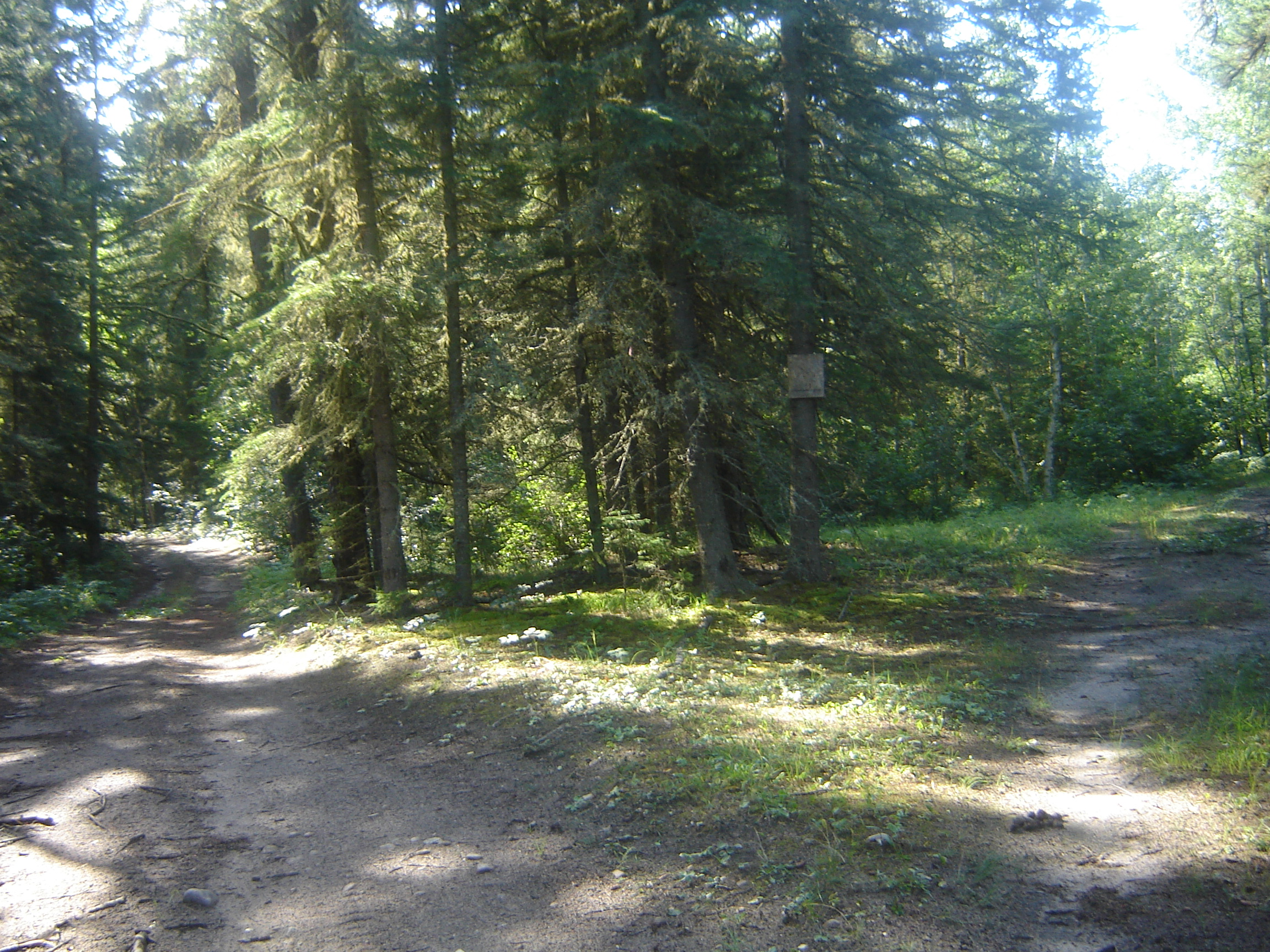
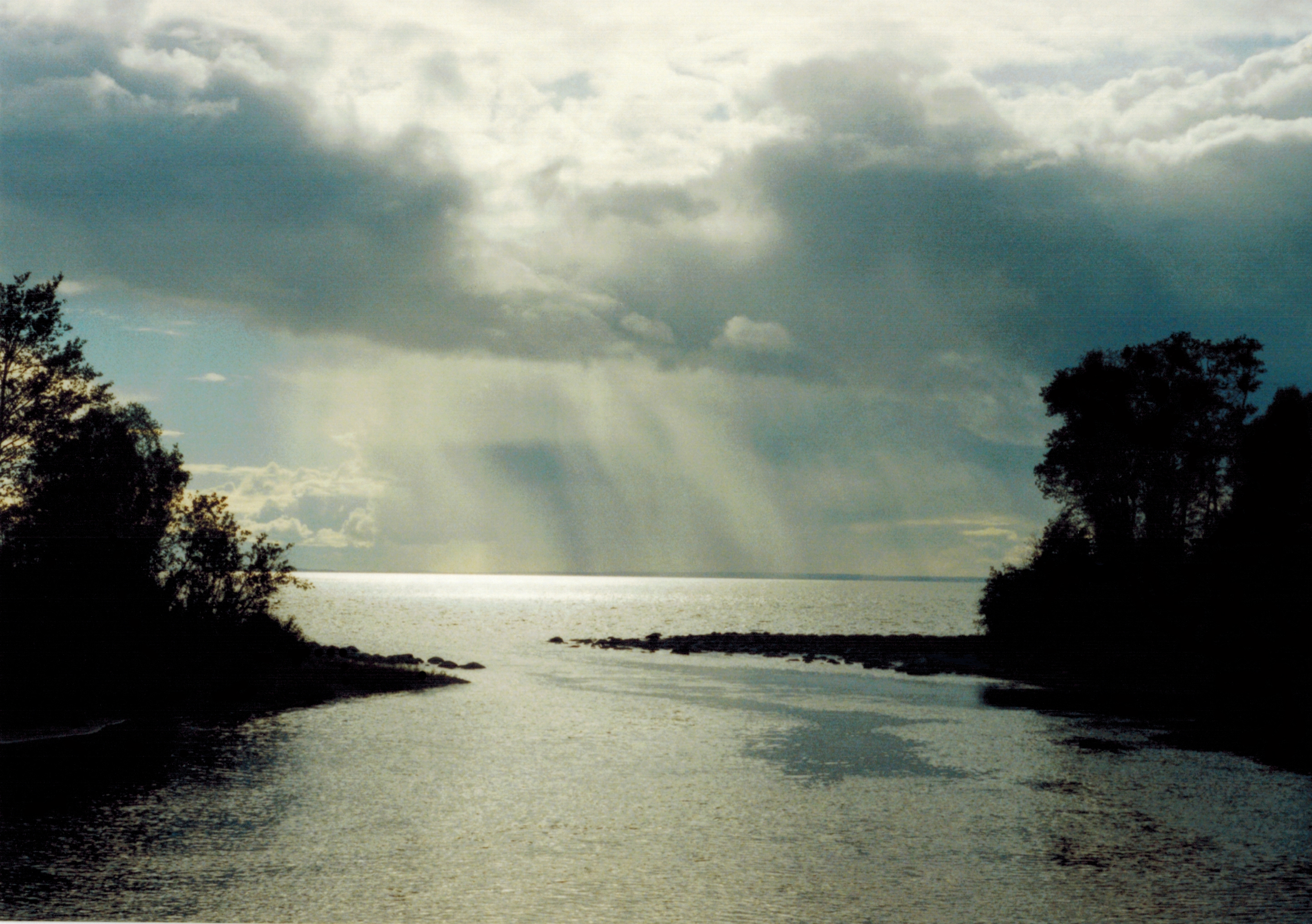